# آلفا رومئو پروتئو
آلفارومئو پروتئو (Alfa Romeo Proteo) خودرویی است که در سال‌های ۱۹۹۱تولید شده‌است. طراحی آن موتور جلو و خودرو چهار چرخ محرک بوده طول آن در حالت طبیعی ۴٬۱۴۸ میلیمتر (۱۶۳٫۳ اینچ) است. سیستم جعبه‌دندهٔ آن ۵ دنده به صورت دستی است.